# Уильямс, Роджер (политик)
Джон Роджер Уильямс (англ. John Roger Williams; род. 13 сентября 1949, Эванстон, Иллинойс) — американский предприниматель и политический деятель, член Палаты представителей США от Техаса с 3 января 2013 года.

## Биография
Родился 13 сентября 1949 года в Эванстоне, штат Иллинойс, США. Окончил Техасский христианский университет, а с 1968 по 1971 год выступал за его бейсбольную команду, которую в дальнейшем стал тренировать. Спустя несколько лет после окончания учёбы Уильямс унаследовал семейный автомобильный салон своего отца, основанный им в 1939 году.

## Карьера
В 1994 и 1998 годах Уильямс отвечал за финансирование избирательной кампании губернатора Джорджа Уокера Буша, а в 2000 году стал председателем комитета по сбору средств в Северном Техасе для президентской кампании Буша.
В ноябре 2004 года губернатор штата Рик Перри назначил Уильямса секретарём Техаса. 11 июня 2007 года Уильямс объявил об отставке с поста секретаря, а в конце 2008 года обратился в исследовательский комитет для рассмотрения возможность его выдвижения на место в Сенате США, которое занимала Кэй Бэйли Хатчисон, которая планировала выдвигаться на пост губернатора Техаса в 2010 году.
В июне 2011 года Уильямс объявил, что отказывается от участия в выборах в Сенат и выдвинул свою кандидатуру в Палату представителей США от 25-го избирательного округа Техаса. Уильямс занял первое место, набрав 25% голосов, и прошёл во второй тур праймериз Республиканской партии. Во втором туре Уильямс одержал победу, набрав 58%. На всеобщих выборах в ноябре Уильямс победил кандидата от Демократической партии Элейн Хендерсон, набрав 58% против 37% голосов избирателей.

## Личная жизнь
Уильямс является протестантом. В 1983 году он женился на своей избраннице Пэтти Уильямс, с которой они проживали в Уэстерфорде, штат Техас, до её смерти 17 января 2025 года. В этом браке у Уильямса родилось двое дочерей.
В 2018 году Уильямс, чьё состояние оценивалось в 27,7 миллионов долларов, занял 22 строчку в списке самых состоятельных членов Конгресса.